# Guaraçaí
Guaraçaí este un oraș în São Paulo (SP), Brazilia.